# Paromalus pupillus
Paromalus pupillus är en skalbaggsart som beskrevs av Lewis 1888. Paromalus pupillus ingår i släktet Paromalus och familjen stumpbaggar. Inga underarter finns listade i Catalogue of Life.